# Qualea pulcherrima
Qualea pulcherrima är en tvåhjärtbladig växtart som beskrevs av Richard Spruce och Johannes Eugen ius Bülow Warming. Qualea pulcherrima ingår i släktet Qualea och familjen Vochysiaceae. Inga underarter finns listade i Catalogue of Life.